# Championnats de France de cyclisme sur piste 2016
Navigation
2015 2017
Les championnats de France de cyclisme sur piste 2016 se déroulent pour les cadets (15/16 ans) et les juniors (17/18 ans) du 11 au 15 juillet sur le vélodrome de Hyères et pour les élites du 29 septembre au 2 octobre au vélodrome de Bordeaux.

## Résultats

### Hommes
| Compétitions          | Or                                                                                              | Argent                                                                              | Bronze                                                                                                |
| --------------------- | ----------------------------------------------------------------------------------------------- | ----------------------------------------------------------------------------------- | --- |
| Épreuves élites       |                                                                                                 |                                                                                     | |
| Kilomètre             | Quentin Lafargue                                                                                | Benjamin Edelin                                                                     | Thomas Copponi                                                                                        |
| Keirin                | Charlie Conord                                                                                  | Quentin Lafargue                                                                    | Benjamin Edelin                                                                                       |
| Vitesse               | Quentin Lafargue                                                                                | Charlie Conord                                                                      | Sébastien Vigier                                                                                      |
| Poursuite             | Sylvain Chavanel                                                                                | Corentin Ermenault                                                                  | Thomas Denis                                                                                          |
| Poursuite par équipes | Picardie Corentin Ermenault Adrien Garel Benoît Daeninck Rémi Huens                             | Pays de la Loire Florian Maître Thomas Denis Aurélien Costeplane Morgan Lamoisson   | Île-de-France Jordan Levasseur Benjamin Thomas Mathieu Riebel Flavien Dassonville                     |
| Américaine            | Île-de-France Jordan Levasseur Benjamin Thomas                                                  | Nord-Pas-de-Calais Florian Deriaux Killian Evenot                                   | Aquitaine Thomas Boudat Nicolas Boudat                                                                |
| Course aux points     | Thomas Boudat                                                                                   | Benjamin Thomas                                                                     | Corentin Ermenault                                                                                    |
| Scratch               | Thomas Boudat                                                                                   | Benjamin Thomas                                                                     | Morgan Lamoisson                                                                                      |
| Omnium                | Benjamin Thomas                                                                                 | Corentin Ermenault                                                                  | Romain Bacon                                                                                          |
| Demi-fond             | Émilien Clère                                                                                   | Antoine Gaudillat                                                                   | Benoît Daeninck                                                                                       |
| Épreuves juniors      |                                                                                                 |                                                                                     | |
| Kilomètre             | Valentin Tabellion                                                                              | Maxime Vienne                                                                       | Baptiste Le Vigouroux                                                                                 |
| Keirin                | Maxime Vienne                                                                                   | Baptiste Gourguechon                                                                | Lucas M'Couezou                                                                                       |
| Vitesse               | Maxime Vienne                                                                                   | Frédéric Paul-Joseph                                                                | Clément Bétouigt-Suire                                                                                |
| Vitesse par équipes   | Rhône-Alpes Florian Grengbo Rayan Helal Lucas Ronat                                             | Île-de-France Alexis Malbois Alan Jordy-Thicot Maxime Vienne                        | Bretagne Baptiste Le Vigouroux Titouan Renvoisé Pierre Lesage                                         |
| Poursuite             | Valentin Tabellion                                                                              | Clément Davy                                                                        | Rémi Huens                                                                                            |
| Poursuite par équipes | Pays de la Loire Clément Davy Maxime Chevalier Quentin Fournier Byan Le Claire Jean-Louis Le Ny | Centre-Val de Loire Maxime Fesnières Maxime Maison Valentin Tabellion Ivan Villiers | Bretagne Adrien Le Berre Baptiste Le Vigouroux Florentin Lecamus-Lambert Hugo Rivallain Pierre Lesage |
| Course aux points     | Clément Bétouigt-Suire                                                                          | Clément Davy                                                                        | Nicolas Boudat                                                                                        |
| Scratch               | Valentin Tabellion                                                                              | Baptiste Gourguechon                                                                | Lucas Meunier                                                                                         |
| Américaine            | Aquitaine Clément Bétouigt-Suire Ludovic Suire                                                  | Île-de-France Quentin Coolsaet Valentin Sellier (cycliste)                          | Rhône-Alpes Rayan Helal Lucas Meunier                                                                 |

### Femmes
| Compétitions          | Or                                                                           | Argent                                                                 | Bronze                                                                        |
| --------------------- | ---------------------------------------------------------------------------- | ---------------------------------------------------------------------- | ----------------------------------------------------------------------------- |
| Épreuves élites       |                                                                              |                                                                        |                                                                               |
| 500 mètres            | Mathilde Gros                                                                | Soline Lamboley                                                        | Marie Dufour                                                                  |
| Keirin                | Mathilde Gros                                                                | Marie Dufour                                                           | Margot Dutour                                                                 |
| Poursuite             | Élise Delzenne                                                               | Coralie Demay                                                          | Pascale Jeuland                                                               |
| Poursuite par équipes | Poitou-Charentes Coralie Demay Roxane Fournier Pascale Jeuland Eugénie Duval | Bretagne Hélène Gérard Cécilia Le Bris Fanny Le Huitouze Lucie Jounier | Nord-Pas-de-Calais Élise Delzenne Aurore Flament Cynthia Huygens Lucie Lahaye |
| Course aux points     | Élise Delzenne                                                               | Laurie Berthon                                                         | Coralie Demay                                                                 |
| Scratch               | Roxane Fournier                                                              | Coralie Demay                                                          | Lucie Jounier                                                                 |
| Omnium                | Pascale Jeuland                                                              | Eugénie Duval                                                          | Marie Dufour                                                                  |
| Épreuves juniors      |                                                                              |                                                                        |                                                                               |
| 500 mètres            | Clara Copponi                                                                | Valentine Fortin                                                       | Marion Loustanau                                                              |
| Vitesse               | Marion Loustanau                                                             | Cassandra Lebrun                                                       | Maëva Paret-Peintre                                                           |
| Vitesse par équipes   | Bretagne Typhaine Laurance Floriane Huet                                     | Aquitaine Emma Borde Marion Loustanau                                  | Rhône-Alpes Doraia Helal Maëva Paret-Peintre                                  |
| Poursuite             | Clara Copponi                                                                | Pauline Clouard                                                        | Typhaine Laurance                                                             |
| Course aux points     | Eva Ourliac                                                                  | Pauline Clouard                                                        | Clara Copponi                                                                 |
| Scratch               | Valentine Fortin                                                             | Maëva Paret-Peintre                                                    | Lucie Jounier                                                                 |